# Onychostruthus
Genre
Synonymes
- Montifringilla Brehm, 1828[2]
- Pyrgilauda Verreaux, J, 1871[2]

Onychostruthus est un genre monotypique de passereaux de la famille des Passeridae. Il se trouve à l'état naturel dans le Sud-Est de l'Asie.

## Liste des espèces
Selon la classification de référence du Congrès ornithologique international (version 8.1, 2018) :
- Onychostruthus taczanowskii (Przewalski, 1876) — Niverolle de Taczanowski, Niverolle à croupion blanc